# Бушка (Олт)
Бушка (рум. Bușca) насеље је у Румунији у округу Олт у општини Михаешти. Oпштина се налази на надморској висини од 99 m.

## Становништво
Према подацима из 2002. године у насељу је живело 914 становника, од којих су сви румунске националности.